# Niewidzialny myśliwiec
Niewidzialny myśliwiec – amerykański film z 1999.

## Opis fabuły
Amerykański pilot Owen Turner (Ice-T) zaczyna współpracować z terrorystą handlującym bronią Roberto Mendezem (Andrew Divoff). Powierza on mu kradzież nowoczesnego samolotu do zadań specjalnych „F-117”, który jest nieosiągalny dla radarów. By wykonać zadanie Turner finguje własną śmierć. Jednocześnie misję odzyskania maszyny armia przydziela dawnemu kompanowi Turnera – Ryanowi (Costas Mandylor).

## Obsada
- Ice-T – Owen Turner
- Costas Mandylor – Ryan Mitchell
- Erika Eleniak – Erin Mitchell
- Sarah Dampf – J.P. Mitchell
- William Sadler – Admirał Frank Peterson
- Ernie Hudson – Prezydent Westwood
- Andrew Divoff – Roberto Mendez
- William G. Schilling – Harry Goldberg
- John Enos III – Larry Ramsey